# أراضي التشيك

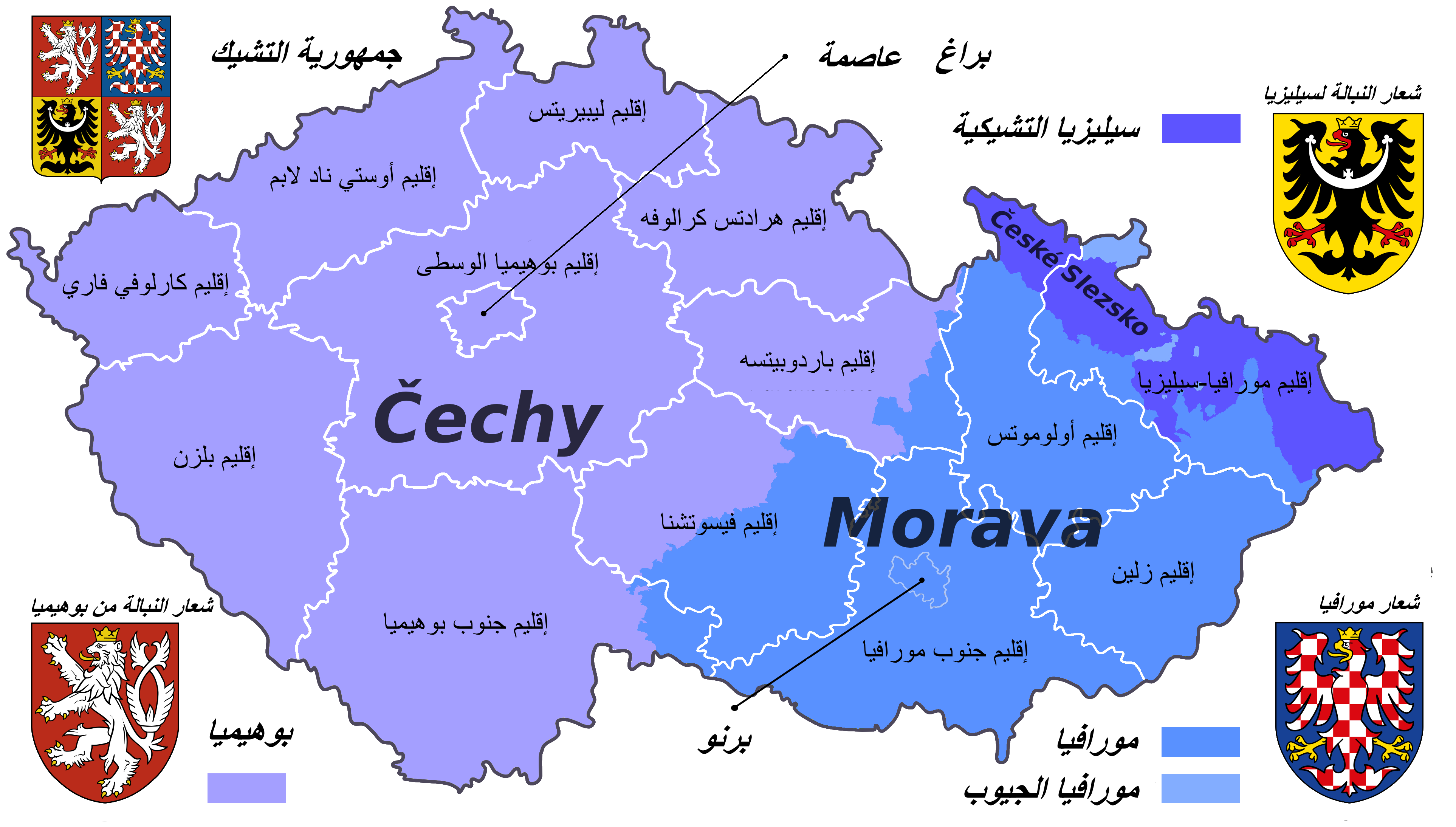
الأراضي البوهيمية مقارنة بالمناطق الإدارية الحالية. الإدارية الحالية (كراي).

الأراضي التشيكية أو الأراضي البوهيمية  (بالتشيكية: České země)‏ هي المناطق التاريخية الثلاث: بوهيميا ومورافيا وسيليزيا التشيكية. وشكل الثلاثة معا الجزء التشيكي من تشيكوسلوفاكيا منذ عام 1918 وجمهورية التشيك منذ 1 يناير 1969، والتي أصبحت مستقلة في 1 يناير 1993.
في سياق تاريخي، تستخدم النصوص التشيكية المصطلح للإشارة إلى أي إقليم يحكمه ملوك بوهيميا، أي أراضي التاج البوهيمي (země Koruny české) كما أنشأها الإمبراطور تشارلز الرابع في القرن الرابع عشر. ويشمل ذلك مناطق مثل لوساتيا (التي سيطرت عليها ساكسونيا في 1635) وكامل سيليسيا التي كانت تدار من قلعة براغ في ذلك الوقت. بعد غزو سيليزيا من قبل الملك البروسي فريدريك العظيم في عام 1742، كانت الأراضي المتبقية من التاج البوهيمي (بوهيميا ومورافيا وسيليزيا النمساوية) قد تعمقت إلى حد ما مع أراضي الجمهورية التشيكية الحديثة.

## أسماء بديلة
تم استخدام مصطلح الأراضي التشيكية لوصف أشياء مختلفة من قبل أشخاص مختلفين. في حين أن الاسم التشيكي لـ بوهيميا السليم هو Čechy، تشير صفة تشيسكي إلى كل من «البوهيمي» و«التشيكي». المصطلح غير البديل (أي المصطلح المستخدم في قوائم المصطلحات الجغرافية التشيكية الرسمية) للأراضي التشيكية الحالية (أي بوهيميا، مورافيا، التشيك سيليزيا) وهو تشيسكو تم توثيقه في وقت مبكر من عام 1704.
خلال الفترة الأولى والثانية من جمهورية تشيكوسلوفاكيا، كانت الأراضي التشيكية تُشار إليها بشكل متكرر على أنها أراضي تاريخية على وجه الخصوص عند ذكرها مع سلوفاكيا (التي لم تكن أبدًا منطقة تاريخية تتمتع بالحكم الذاتي داخل مملكة المجر).

## التاريخ
كانت الأراضي البوهيمية قد استوطنها الكلت (البويون) من القرن الخامس قبل الميلاد وحتى الثاني بعد الميلاد، ثم من قبل القبائل الجرمانية المختلفة (ماركومانيون وقواديون ولومبارديون وغيرهم) حتى انتقلوا إلى الغرب خلال فترة الهجرة (القرن الأول- الخامس). في بداية القرن الخامس، انخفض عدد السكان بقوة، ووفقًا للأساطير التي يقودها زعيم تشيك، جاء السلاف الغربيون الأوائل في النصف الثاني من القرن السادس. في سياق تدهور عالم مورافيا العظمى خلال الغزو المجري لأوروبا في القرن التاسع والعاشر، أسست سلالة بريميسليد التشيكية دوقية بوهيميا، وانتصروا على النبلاء البوهيميين المترددين ومددوا حكمهم شرقًا على أراضي مورافيا المجاورة بدعم من ملوك الفرنجة الشرقيين.
في عام 1198 حصل الدوق أوتوكار الأول على اللقب الملكي من قبل فيليب السوابي الملك المناهض الألماني، وومارغرافية مورافيا التي أنشئت في 1182 بجانب مملكة بوهيميا، وكذلك وأرض كلودزكو التي أصبحت في وقت لاحق كونتية كلادسكو. منذ النصف الثاني من القرن الثالث عشر وما بعده، استوطن المستعمرون الألمان (" البوهيميون الألمان") المنطقة الحدودية الجبلية على أساس دعوة الملوك خلال التوسع الألماني الشرقي (كانوا يعيشون بالفعل في براغ من أوائل القرن الثاني عشر) ويعيشون إلى جنب السلاف.
كانت الأراضي السيليزية شمال سلسلة جبال السوديت قد حُكمت من قبل سلالة بياست البولندية من القرن العاشر وما بعده. في الوقت الذي ترقت فيه بوهيميا إلى مملكة، انعزل البياست السيليزيون من مملكة بولندا المجزأة. في عام 1310، انتقل التاج البوهيمي إلى آل لوكسمبورغ، وتعهد جميع دوقيات سيليزيا بالولاء للملك يانج البوهيمي، وفي عام 1335، تخلى الملك البولندي كازيمير الثالث الكبير عن سيليزيا بموجب معاهدة ترنتشين. استحوذ الملك يانج أيضًا على أراضي باوتسن وجورليتز (فيما بعد لوساتيا العليا) في عامي 1319 و1329. قام ابنه وخليفته كارل الرابع، الذي صار أيضًا ملك الرومان منذ عام 1346، بدمج الممتلكات السيليزية واللوساتية في التاج البوهيمي وبتتويجه كإمبراطور روماني مقدس أكد عدم قابليتهما للتجزئة وانتمائهما للإمبراطورية الرومانية المقدسة.

في عام 1367، اشترى الإمبراطور كارل الرابع أيضًا ماركيزية لوساتيا السابقة (لوساتيا السفلى) في الشمال الغربي، ولكن خلال حرب الثلاثين عامًا، انتقلت كل من لوساتيا العليا والسفلى إلى انتخابية ساكسونيا بموجب صلح براغ. بعد انتقال التاج البوهيمي (تاج القديس فينسيسلاس) إلى آل هابسبورغ في عام 1526، أصبحت الأراضي البوهيمية مع مملكة المجر و«الأراضي الوراثية» النمساوية جزءًا من مملكة هابسبورغ الأكبر. في عام 1742 ، فقدت ملكة هابسبورغ ماريا تيريزا الجزء الأكبر من سيليزيا لصالح بروسيا في حرب سيليزيا الأولى، التي كانت جزء من حرب الخلافة النمساوية. 

الدولة التشيكية في شكل دوقية بوهيميا (الأخضر) في القرن الحادي عشر، داخل الإمبراطورية الرومانية المقدسة (الأخضر الفاتح).
الأراضي التشيكية في شكل أراضي التاج البوهيمي (أحمر) في القرن 17 ، داخل الإمبراطورية الرومانية المقدسة

## شعارات النبالة
يشتمل شعار النبالة في جمهورية التشيك على الأراضي التشيكية الثلاثة: بوهيميا الفعلية، ومورافيا، وسيليزيا التشيكية. نشأت نبالات بوهيميا إبان المملكة البوهيمية، مثل شعارات مورافيا مع المارغرافية المورافية. نشأت شعارات سيليزيا التشيكية شعارات كل منطقة سيليزيا التاريخية، التي يوجد معظمها الآن في بولندا. 

بوهيميا، كما تستخدم كشعار نبالة أدنى في جمهورية التشيك الحديثة
مورافيا
سيليزيا
شعار النبالة الأعلى في جمهورية التشيك الحالية

شعار النبالة لأراضي التاج البوهيمي (حتى عام 1635)، في اتجاه عقارب الساعة من أعلى اليسار: (محدد) نسر مورافيا ، نسر سيليزيا السفلى، ثور لوساتيا السفلى، نسر سيليزيا العليا ، حائط لوساتيا العليا، أسد بوهيمي أسطوري، يعلوهم تاج القديس فينسيسلاس، محاط بالتيليو. رسم هوغو جيرارد سترول (1851-1919).